# Programme (management)
 (mai 2025).
Pour les articles homonymes, voir Programme.
Un programme est, en management, un ensemble de projets ou de sous-projets concourant à un même objectif, organisé transversalement dans une entreprise ou un organisme en général. Tandis que la gestion de programme est l'utilisation de connaissances, de compétences et de principes nécessaires à atteindre les objectifs d'un programme et ainsi d'obtenir des bénéfices et une maîtrise qui vont au-delà d'une gestion individuelle des composants du programme.

## Caractéristiques d'un programme
Le programme se distingue du projet :
- par le caractère plus étendu de son domaine d'application ; par exemple, on parlera d'un projet de gestion des achats, alors qu'on parlera d'un programme qualité totale ;
- par le caractère réparti des correspondants du programme et des intervenants ;
- par une planification qui doit tenir compte des contraintes spécifiques de chaque projet englobé ;
- par le caractère variable, imprévisible, aléatoire, disparate des impacts dans chaque domaine ;
- par les interactions potentielles entre les différents projets qui composent le programme.

## Standards en gestion de programme
Il existe plusieurs méthodes standards en gestion de programme.
Au Royaume-Uni, le gouvernement a investi lourdement dans la gestion de programme et a développé une méthode « Managing Successful Programmes » (MSP), reconnue internationalement.
Aux États-Unis, le Project Management Institute propose une gestion de programme sous le nom de PgMP.

## Champs d'application d'un programme
Un programme s'applique à un objectif qui se manifeste d'une façon totalement transversale dans une entreprise ou une organisation.

### Responsabilité sociétale des entreprises (RSE) et développement durable
Un programme de RSE est une démarche transversale qui se construit autour de plusieurs étapes clés, :
- l'identification des enjeux prioritaires spécifiques à l’entreprise (sociaux, environnementaux, économiques, éthiques) ;
- la consultation et l'implication des parties prenantes (salariés, clients, fournisseurs, communautés locales, etc.) ;
- la définition d’objectifs clairs et d'indicateurs de performance pour mesurer les progrès ;
- l'identification des actions concrètes déjà mises en place (réduction de l’empreinte carbone, amélioration des conditions de travail, soutien à des causes locales, etc.).
- la détermination des bénéfices économiques.

### Intelligence économique
Le processus qui permet à l'entreprise d'orienter sa stratégie, incluant tout le cycle :
- Recueil des informations ;
- Analyse et structuration des informations ;
- Déclinaison de la stratégie ;
- Mise en œuvre des plans d'action ;
- Évaluation.

### Gestion des connaissances
Gestion du savoir, des connaissances, plutôt orientée en interne de l'entreprise (en anglais knowledge management).
La gestion des connaissances permet de bâtir la mémoire de l'entreprise.

### Urbanisation des systèmes d'information
En rapport avec la stratégie métier de l'entreprise.
L'urbanisation comporte généralement la mise en œuvre d'un référentiel de données commun pour toute l'entreprise.

### Gestion des risques et sécurité
Cela comporte, dans l'entreprise, différents aspects :
- la sécurité des systèmes d'information, en particulier la sécurité des données et la définition des profils de protection ;
- l'analyse des vulnérabilités ;
- la protection contre les risques financiers ;
- la sécurité des employés (CHSCT)...

### Normalisation
Définition, adaptation, et mise en œuvre des normes dans une entreprise, en relation avec les organismes normatifs spécialisés, et en support à d'autres programmes.

### Démarche qualité
Elle consiste en la définition et la mise en œuvre des procédures qualité d'une entreprise.

### Sécurité juridique
Cela concerne spécialement les organisations publiques, mais aussi les entreprises.

### Programmes industriels
Les programmes industriels impliquent plusieurs partenaires, des sous-traitants, des organismes de recherche et d'innovation. Parmi ceux-ci on peut citer les programmes d'armement tels que le Victory Program (effort de guerre américain de la Seconde Guerre mondiale, de 1942 à 1945), les programmes de conquête spatiale et les programmes nucléaires ; chacun nécessita une coordination à grande échelle et multisectorielle afin d'aboutir à son accomplissement.